# Katie Kissoon

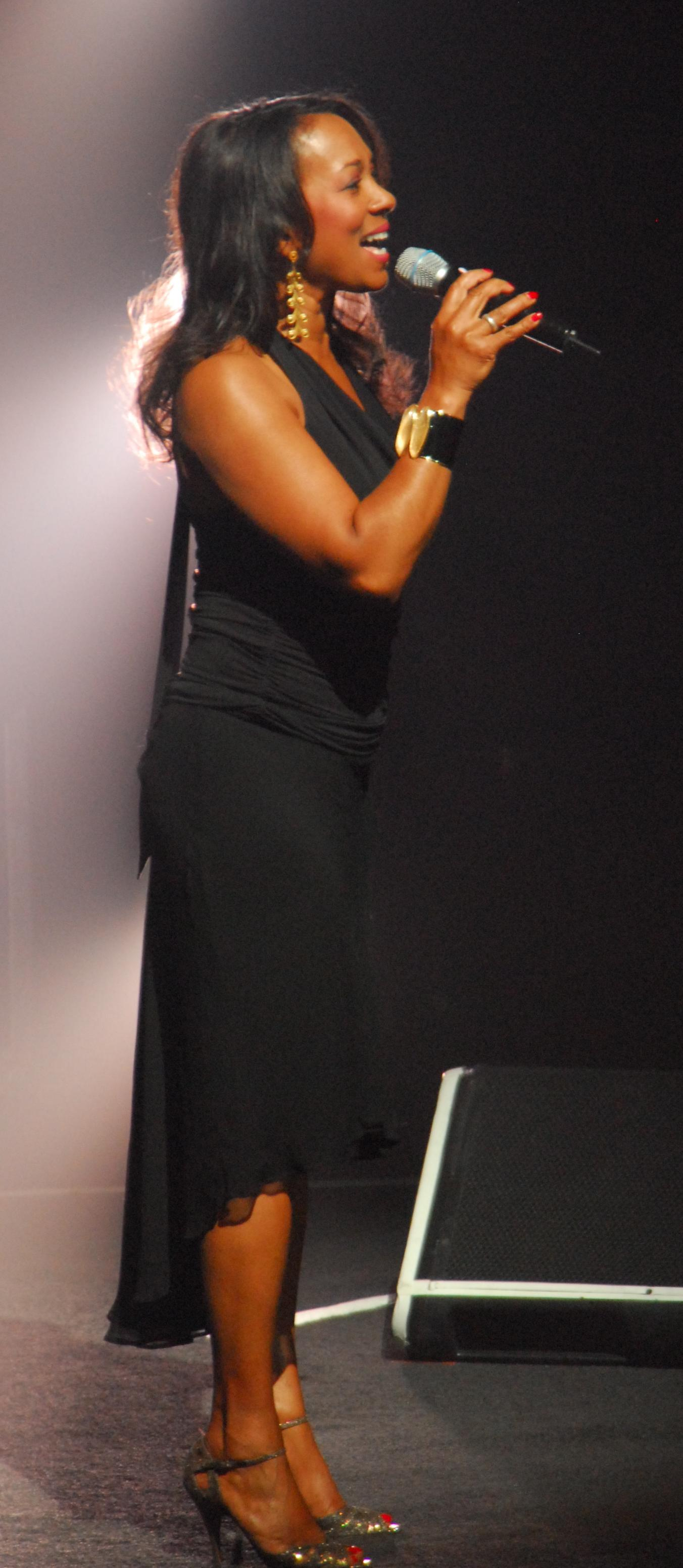
Katie Kissoon in 2007

Katherine Farthing (Port of Spain, 11 maart 1951) is een Engelse zangeres, beter bekend als Katie Kissoon.
Kissoon werd geboren in Trinidad maar verhuisde op jonge leeftijd naar Engeland en werd bekend toen ze samen met haar broer onder de naam Mac & Katie Kissoon enkele hits had in de jaren 70. De bekendste nummers van het duo zijn Love Will Keep Us Together (1973) en Sugar Candy Kisses uit 1975. Hun eerste hit-in-wording Chirpy Chirpy Cheep Cheep werd ook door een andere band, Middle of the Road, uitgebracht, die daarmee het grote succes behaalde. Het nummer is oorspronkelijk van Lally Stott.
In 1981 maakt ze in Nederland een solo-lp met hulp van producer Eddy Ouwens. Daarop staat de single (Take Me Me Back To) California.
Vanaf de jaren 80 werkte ze als achtergrondzangeres en was ze een vast lid van Eric Claptons band. Ze werkte ook met Van Morrison, Stevie Wonder, Pete Townshend, Annie Lennox, Robbie Williams en George Michael, en maakt sinds 1984 deel uit van het tourgezelschap van Roger Waters.
Gedurende vele jaren heeft ze, als zangeres, tijdens tournees en opnamen meegewerkt bij het orkest van James Last. Op de cd Beachparty '95 neemt zij met haar broer Mac grotendeels de vocale bijdrage voor haar rekening. Katie maakte deel uit van de New London Chorale
- MusicBrainz: b5678d27-f223-4453-bc17-59fa867559aa
- Nationale Bibliotheek van Tsjechië: xx0183263
- Virtual International Authority File: 278980389